# Michael P. W. Stone

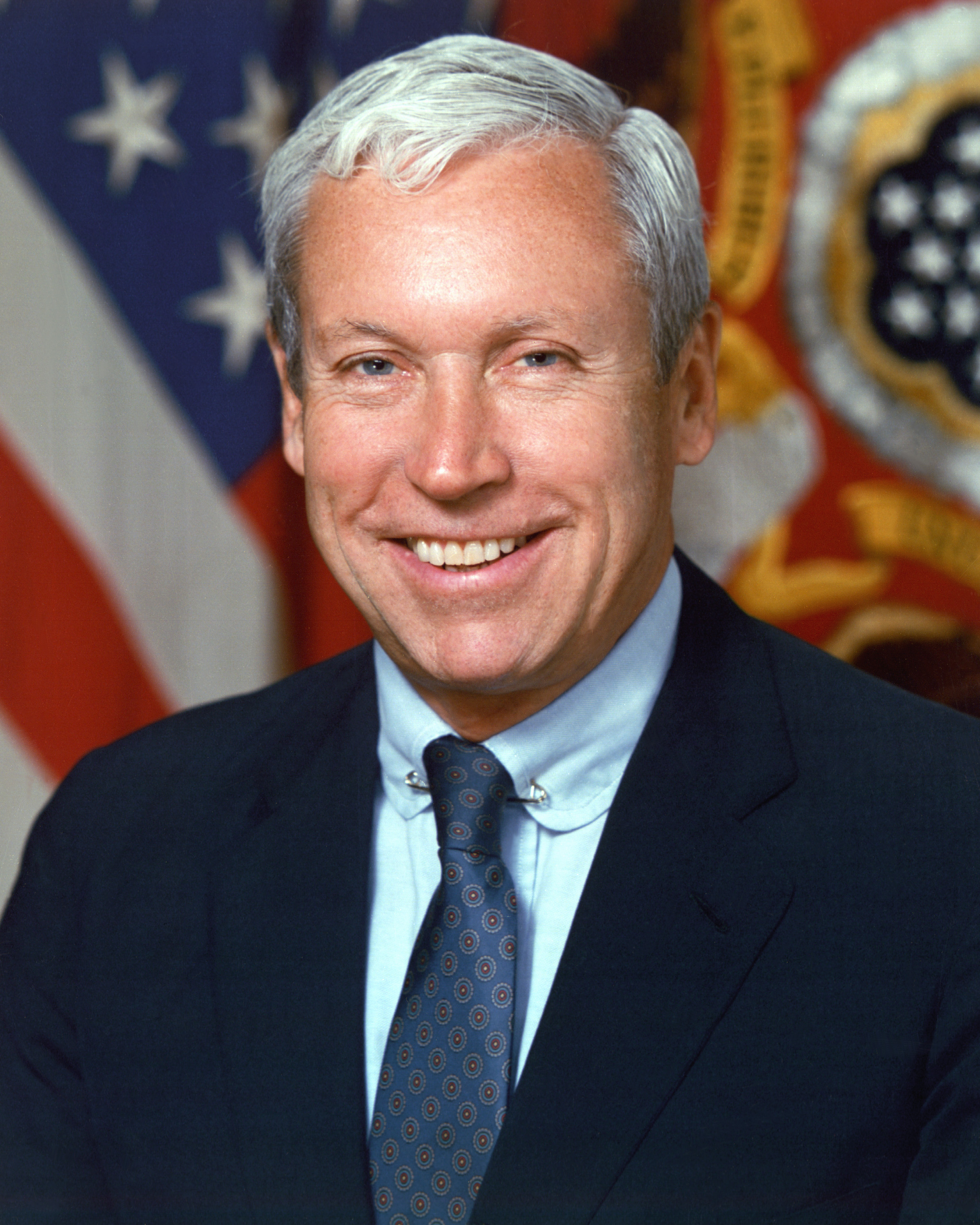
Michael Patrick William Stone

Michael Patrick William Stone (* 2. Juni 1925 in London, England; † 18. Mai 1995 in San Francisco, Kalifornien) war ein US-amerikanischer Politiker und zwischen 1989 und 1993 Heeresstaatssekretär der Vereinigten Staaten.

## Werdegang
Michael Patrick William Stone wurde am 2. Juni 1925 in London, England geboren und wanderte 1929 in die Vereinigten Staaten ein. Während des Zweiten Weltkriegs diente er als Pilot in der Fleet Air Arm (Marineflieger) der British Royal Navy und wurde dem britischen Flugzeugträger HMS Glory (R62) zugeteilt, stationiert im Mittelmeer und Fernost zwischen 1943 und 1945.
Nach dem Krieg machte Stone 1948 seine Bachelor of Arts an der Yale University. Daraufhin studierte er von 1948 bis 1949 an der New York University Law School. Nach seinem Abschluss war er Mitbegründer der Sterling International, einem Papierhersteller, zwischen 1950 und 1964. Er war auch Vizepräsident dieser Gesellschaft, wobei er diese Tätigkeit von etlichen Niederlassungen der Unternehmung, einschließlich Sterling Vineyards, zwischen 1960 und 1982 ausübte.
Stone war von 1982 bis 1985 Leiter der U.S. Mission in Kairo, Ägypten der Agency for International Development, sowie Leiter der Agency for International Development Caribbean Basin Initiative zwischen 1985 und 1988.
Von 27. Mai 1986 bis zum 12. Mai 1988 war Stone stellvertretender Heeresminister der Vereinigten Staaten (im Finanzbereich). Gleichzeitig war er auch amtierender stellvertretender Heeresminister der Vereinigten Staaten vom 28. Februar 1988 bis zum 23. Mai 1988. Von 24. Mai 1988 bis zum 13. August 1989 war er stellvertretender Heeresminister der Vereinigten Staaten und Heeresbeschaffungsleitende (Army Acquisition Executive). Während der Tätigkeit als stellvertretender Heeresminister der Vereinigten Staaten führte er die Beschaffungsaufgaben des stellvertretenden Verteidigungsminister aus, vom 13. Mai 1989 bis zum 10. August 1989 aus. Danach wurde er zum Heeresstaatssekretär der Vereinigten Staaten befördert. Seine Amtszeit belief sich von 14. August 1989 bis zum 19. Januar 1993. Des Weiteren war er Vorsitzender der Behörde für die Panamakanalzone zwischen 1990 und 1993.
Michael Patrick William Stone starb am 18. Mai 1995 in San Francisco, Kalifornien.